# Carlo Ademollo
Carlo Ademollo (Firenze, 9 ottobre 1824 – Firenze, 15 luglio 1911) è stato un pittore italiano.

## Biografia
Nipote del pittore milanese Luigi Ademollo, nel 1838 si iscrive all'Accademia di belle arti di Firenze, sotto la guida di Giuseppe Bezzuoli; partecipa alla Promotrice del 1848 con varie scene di costume contemporaneo. Appartenente a una famiglia di opinioni liberali (7 dei suoi cugini si arruolarono alla campagna di guerra del 1848 come volontari) restò come pittore un tradizionalista. Prese parte alla breve esperienza della Scuola di Staggia e pur frequentando il Caffè Michelangelo non aderì al movimento dei Macchiaioli. 
Trattò il paesaggio, cimentandosi in vedute dell'Appennino toscano o in scene di vita quotidiana (una Uscita della processione del Santissimo Sacramento è ancora proprietà della famiglia Ademollo). Documentò episodi risorgimentali, fra i quali si ricordano La breccia di Porta Pia (Milano, Museo del Risorgimento), Eccidio del lanificio Aiani, L'ultimo assalto a San Martino, L'incontro di Vittorio Emanuele II e Garibaldi a Teano, L'esecuzione di Felice Orsini e svariati ritratti di personaggi storici dell'epoca. 
Dopo aver seguito a proprie spese l'esercito operante nella campagna del 1859, mantenne una fitta corrispondenza con i personaggi coinvolti nei vari avvenimenti, domandando loro e ricevendone parecchi particolari che gli servirono per dipingere i suoi quadri; tra i dipinti risultanti da questa esperienza bellica vi è la trilogia sulla morte di Anna Cuminello.
Parte della sua corrispondenza fu donata dal nipote Umberto Ademollo all'Istituto Centrale per la Storia del Risorgimento Italiano di Roma ed è conservata nell'archivio. Nel medesimo Istituto è esposto il ritratto di Adelaide Cairoli, una delle sue ultime opere.